# Glonium keralense
Glonium keralense är en svampart som beskrevs av A. Pande 2008. Glonium keralense ingår i släktet Glonium och familjen Hysteriaceae.   Inga underarter finns listade i Catalogue of Life.